# 프리퀀시 (영화)
《프리퀀시》(영어: Frequency)는 2000년에 개봉한 미국의 SF 스릴러 영화이다. 이 영화의 각본은 토비 에머릭이 썼고, 그레고리 호블릿이 연출을 맡았다. 데니스 퀘이드와 짐 커비즐이 소위 햄 라디오로 불리는 아마추어 무선기를 매개로 시간을 뛰어넘어 소통하게 되는 부자 사이를 연기하였으며, 그 외에 안드레이 브라워, 엘리자베스 미첼, 숀 도일, 노아 에머릭 등이 출연하였다. 마이클 세라의 극장용 장편 영화 데뷔작이다.
평단으로부터 대체로 긍정 평가를 받았다.

## 줄거리
간호사인 엄마 줄리아와 소방관인 아빠 프랭크 사이에서 사랑 받으며 자라던 아들 존은 1969년 10월 12일 벅스턴 화재로 프랭크를 잃게 된다.
30년 뒤 뉴욕 경찰국 형사 존은 프랭크의 기일 하루 전 프랭크가 쓰던 낡은 히스킷 단측파대 변조 아마추어 무선기를 발견하게 된다. 무선기는 작동이 되지 않는가 싶더니 오로라가 나타남과 동시에 갑자기 연결이 되고 존은 누군가와 통신을 하게 되는데, 그 사람은 바로 1969년 월드 시리즈를 기다리는 프랭크였다.
30년이란 시간을 사이에 두고 대화를 나누고 있는 존, 그리고 존의 젊은 아버지 프랭크는 처음에는 이 사실을 믿지 못한다. 하지만 존이 프랭크에게 벅스턴 화재를 미리 경고한 덕분에 프랭크는 살게 된다. 이 사건 이후 프랭크는 존을 완전히 믿게 되고, 존은 어릴 적 프랭크를 잃은 기억과 10년 전 폐암으로 프랭크를 잃은 기억 즉 총 두 개의 기억을 가지게 된다.
존은 과거의 변화가 현재에 다양한 영향을 미칠 수 있음을 간과한 채 프랭크가 살아난 것을 단순히 기뻐한다. 이내 존은 간호사들만 살해하여 "나이팅게일"이란 별명이 있는 연쇄살인마가 저지른 미해결 연쇄 살인 범행이 기존엔 피살자가 3명 뿐이었으나 이제는 10명에 이르는 사건으로 바뀌었으며 잔인하게 살해된 희생자 명단에 어머니 줄리아가 포함되어 있다는 것을 알게 된다.
그 후 프랭크와 존은 무선 통신을 하면서 살인을 막기 위해 혼신을 다한다. 프랭크는 희생자 1명을 살리고 또 다른 희생자를 살리기 위해 미행을 하던 도중 범인과 마주쳐 사투를 벌이게 된다. 결국 프랭크는 다른 한 명의 희생자를 살리지 못하고 지갑에 있던 면허증마저 빼앗기게 된다.
하지만 존은 지갑에 묻어있을 범인의 지문을 활용할 수 있다는 발상을 떠올리고, 프랭크에게 향후 30년간 아무도 찾지 못할 곳에 지갑을 숨겨두라고 한다. 이내 존은 집 안에서 지갑을 찾아 지문 검사를 하고 충격적인 사실을 알게된다. 연쇄 사건의 범인은 다름 아닌 당시 활동하던 경찰인 잭 셰퍼드였던 것이다.
존이 이 사실을 프랭크에게 알려주는 순간 프랭크의 친구이자 경찰인 새치 덜리언이 찾아오는데 그 이유는 살해 장소에서 프랭크의 면허증이 발견되었기 때문이다. 프랭크는 새치에게 무선으로 미래의 아들 존과 나눈 이야기를 하며 잭이 범인이라 말하지만 새치는 이를 믿지 않고 프랭크는 심문실에 갇히게 된다.
프랭크는 경찰서를 탈출해 잭의 집으로 직접 증거를 찾으러 가고, 잭은 프랭크와 실랑이를 벌인 끝에 강물 밑으로 사라진 뒤 발견되지 않는다. 프랭크는 통신에서 존에게 자신이 범인을 죽였다고 말하지만 존은 현 기억 속에 여전히 어머니가 죽은 것으로 남아있어 이를 이상하게 여긴다. 이때 존 앞에 잭이 나타나 위협을 가하고 과거 속에서도 잭이 나타나 프랭크를 제압한다. 즉, 30년 전의 잭과 현재의 잭이 부자를 동시에 공격하고 있는 것이다. 사투 속에서 프랭크는 산탄총으로 잭의 손을 쏘고 잭은 도주한다. 그 순간 과거의 변화에 맞춰 한 손이 사라지자 1999년 현 세계의 잭은 당황하고, 이내 현 세계의 나이 든 아버지인 프랭크에게 죽는다.
이후 존은 아버지 프랭크와 어머니 줄리아 모두 살아있는 기억을 가지고 행복한 삶을 살게 된다.

## 출연
주요 인물
- 데니스 퀘이드 - 프랭크 설리번 역: 존의 아버지로, 과거 속에서 변화를 일으키며 존과 함께 현재를 바꿔나간다.
- 짐 커비즐 - 존 "조니" 설리번 역: 프랭크의 아들이자 경찰관으로, 과거 속 프랭크와의 무선을 통해 현재를 바꿔나간다.
  - 대니얼 헨슨 - 조니 설리번(6살) 역
- 안드레이 브라워 - 새치 덜리언 역: 프랭크의 절친한 친구이자 경찰로, 프랭크의 무선 이야기를 받아들이지 않다가 후에 믿게 된다.
- 엘리자베스 미첼 - 줄리아 "줄스" 설리번 역: 존의 어머니이자 프랭크의 아내로, 과거의 변화로 인해 나이팅게일 사건의 희생자가 되었다가 살아난다.
- 숀 도일 - 잭 셰퍼드 역: 경찰이자 나이팅게일 사건의 범인으로, 프랭크와 존이 함께 해결해야하는 과제이다.

그 외
- 네즈빗 블레이즈델 - 프레드 셰퍼드 역
- 노아 에머릭 - 고도 허시 역
  - 스티븐 조피 - 고도 허시(6살) 역
- 멀리사 에리코 - 서맨사 토머스 역
- 조던 브리지스 - 그레이엄 "깁" 깁슨 역
- 피터 맥닐 - 부치 포스터 역
- 마이클 세라 - 고디 주니어(10살) 역
- 매린 힝클 - 시시 클라크 역
- 브라이언 그린 - 본인 역
- 잭 매코맥 - 지휘관 오코널 역
- 리처드 샐리 - 척 헤이스 역

## 제작
이 영화는 1999년 1월 21일 제작 허가를 받았다. 1997년 프랭크 설리번 역을 실베스터 스탤론이 할 것이란 이야기가 돌았지만 수수료를 놓고 분쟁이 있었고 스탤론은 계약을 하지 않았다. 영화 감독은 레니 할린이 한다는 이야기도 있었다. 그레고리 호블릿은 본인 아버지가 사망하고 18개월이 지난 시점인 1997년 11월에 이 대본을 처음 읽게 되었다.
2000년 영화가 공개된 직후 그레고리 호블릿은 Salon.com과의 인터뷰에서 이 영화가 "큰 모험"이었다고 밝혔다. 이 영화 프로젝트가 이미 몇몇 감독들 사이를 거쳐갔고, 그중 저명한 감독 하나는 호블릿이 받은 예산의 두 배를 책정 받았었기 때문이다. 같은 인터뷰에서 호블릿은 프랭크 설리번 역할을 할 숙련된 배우가 필요하다는 것을 깨달아 그 역할을 데니스 퀘이드에게 맡겼다고 말했다.

## 반응

### 국내 관객평
한국 네티즌 대부분은 긍정 평가를 주었고, 5941명의 네티즌에 의한 평점이 9.31를 기록하며 높은 점수에 머물렀다. 네티즌들은 '최악의 포스터', '감동, 스릴러 여기 다있다', '이렇게 행복하고 소름끼치는 영화는 프리퀀시 밖에 없다' 등의 호평과 '억지 감동 연출', '구성에 비해 평점이 너무 높다', '미국 영화의 전형, 수많은 과학적 오류' 등의 혹평을 했다.

### 수상 및 후보
| 연도 | 시상식               | 부문                 | 수상자          |
| 2001 | 제 26회 새턴상       | 최우수 판타지 영화상 | 그레고리 호블릿 |
| 2001 | 제58회 골든 글로브상 | 주제가상 (후보)      | 가스 브룩스     |

### 흥행 성적
- 국내 개봉(서울 관객): 39,595명
- 북미 수익: 45,010,278 달러
- 전 세계 수익: 68,106,245 달러

## 사운드트랙
가스 브룩스의 "When you come back to me again"이 존의 어머니와 아버지가 모두 살아있는 현재의 행복한 엔딩이 나오는 부분에서 사용되었다. 이 노래는 미국 빌보드 핫 컨트리 싱글스 앤드 트랙스(현 핫 컨트리 송스) 차트에서 21위를 차지했으며 캐나다 RPM 컨트리 트랙스 차트에서 23위에 올랐다. 이 곡은 2000년 제58회 골든 글로브상에서 주제가상을 수상하였다.

## 유사한 작품

### 드라마
- 시그널[10] (한국 드라마 | 16부작 | 편성: tvN, 2016.01.22 ~ 2016.03.12): 과거로부터 걸려온 무전을 통해 미제 사건들을 해결해나가는 이야기.[11]
- FREQUENCY[12] (미국 드라마 | 13부작 | 편성: The CW, 2016.10.05 ~ 2017.01.25): 해당 영화를 드라마로 리메이크 한 것으로, 영화와는 달리 아버지 직업이 경찰이고 아들이 아닌 딸이 나온다. 이 외의 서사에도 조금씩 변화가 있다.

### 영화
(국내 개봉일 기준)
- 나비효과[13] (미국 | 113분 | 청소년관람불가 | 드라마, 스릴러, SF | 2004.11.12 개봉): 과거를 바꿈으로 인해 현재가 변해가는 이야기.
- 동감[14] (한국 | 110분 | 12세 관람가 | 멜로/로맨스, 드라마, 판타지 | 2000.05.27 개봉): 다른 시대에 사는 두 사람이 무선기를 통해 교신하며 서로의 애정을 깨닫는 이야기.
- 소스코드[15] (미국, 프랑스 | 93분 | 12세 관람가 | 액션, 스릴러, SF | 2011.05.01 개봉): 테러 사건을 피하기 위해 과거로 돌아가 범인을 찾아내는 이야기.
- 백 투 더 퓨처[16] (미국 | 120분 | 12세 관람가 | 코미디, SF | 1987.07.17 개봉 / 2015.10.21 재개봉): 과거로 돌아가서 미래를 바꾸는 이야기.
- 시간을 달리는 소녀[17] (일본 | 97분 | 전체 관람가 | 애니메이션, 가족, 드라마, 판타지 | 2007.06.14 개봉 / 2014.04.25 재개봉 / 2016.01.14 재개봉): 신비한 능력으로 과거로 돌아가 현재를 바꿔나가는 이야기.

## 우리말 녹음
| SBS 성우진 (2002년 11월 10일) - 박지훈 - 프랭크(데니스 퀘이드) - 엄태국 - 존(짐 커비즐) - 서혜정 - 줄리아(엘리자베스 미첼) - 유민석 - 최수민 - 이봉준 - 안종익 - 최병상 - 손원일 - 문일옥 - 오인성 - 이진홍 - 정남 | EBS 제작진 (2023년 2월 12일) - 프로듀서: 권혁미 - 번역: 신소영 - 감수: 김동수 - CG: 조운경 - 편집: 정미현 - 기술감독: 김정수 - 우리말 연출: 강민화 - 기획: EBS - 우리말 제작: 벼리기획 |  |

## 같이 보기
- 동감 (2000년 영화)